# Kahlenberg
Kahlenberg ([ˈka:lənˌbɛʁk]ⓘ; po polsku Łysa Góra) – wzgórze w Lesie Wiedeńskim o wysokości 484 m n.p.m. Obecnie na terenie Wiednia. Z tego miejsca w 1683 roku król Polski Jan III Sobieski dowodził zwycięską bitwą o Wiedeń z Turkami.

## Kościół św. Józefa
Na szczycie góry znajduje się kościół pw. św. Józefa prowadzony od 1906 roku przez polskich księży zmartwychwstańców, a w nim izba upamiętniająca zwycięstwo polskie w Odsieczy Wiedeńskiej. Z Kahlenbergu roztacza się panorama Wiednia. Na Kahlenbergu znajduje się również 165-metrowej wysokości maszt radiowo-telewizyjny.
Znajduje się tu również tablica upamiętniająca wizytę papieża Jana Pawła II w 1983 roku, złożoną w ramach obchodów 300. rocznicy zwycięskiej bitwy.